# Uwe Steinmetz (Kampfsportler)
Uwe Steinmetz (* 25. Februar 1975) ist ein deutscher Ju-Jutsu-Sportler, Mitglied der deutschen Nationalmannschaft, Landestrainer Berlin und Träger des sechsten Dan im Ju-Jutsu und des dritten Dan im Judo.

## Erfolge
- Deutscher Meister 2001, 2002, 2003 (Polizei), 2005, 2006, 2009, 2011 (Polizei)
- Bronzemedaille EM 2001
- Bronzemedaille WM 2002
- Weltmeister 2004[3]
- Europameister 2018 (in der „Masters-Klasse“)
- 1. Platz 8. Deutsche-Polizeimeisterschaft-im-Ju-Jutsu

## Auszeichnungen
- Ehrenplakette des Berliner Senats 2019